# Euonymus lichiangensis
Euonymus lichiangensis är en benvedsväxtart som beskrevs av W. W. Smith. Euonymus lichiangensis ingår i släktet Euonymus och familjen Celastraceae. Inga underarter finns listade.